# Feldbahn Veles–Stepanci
| Heeresfeldbahn-Brigadelokomotive beim Feldbahnbau von Veles nach Stepanci am Babunapass                        |                     |                             |                             |
| Streckenlänge:                                                                                                 | 35 km               |                             |                             |
| Spurweite: | 600 mm (Schmalspur) |                             |                             |
| |                     |                             |                             |
| \| \| \| Veles \| \| \| \| Stari Grad Lokomotivwechsel \| \| \| \| Izvor \| \| \| \| Stepanci am Babunapass \| |                     |                             |                             |
| Kopfbahnhof Streckenanfang (Strecke außer Betrieb)                                                             |                     | Veles                       | Veles                       |
| Bahnhof (Strecke außer Betrieb)                                                                                |                     | Stari Grad Lokomotivwechsel | Stari Grad Lokomotivwechsel |
| Haltepunkt / Haltestelle (Strecke außer Betrieb)                                                               |                     | Izvor                       | Izvor                       |
| Kopfbahnhof Streckenende (Strecke außer Betrieb)                                                               |                     | Stepanci am Babunapass      | Stepanci am Babunapass      |

Die Feldbahn Veles–Stepanci war eine während des Ersten Weltkriegs von deutschen Streitkräften verlegte schmalspurige Feldbahn im heutigen Nordmazedonien.

## Lage
Die etwa 35 km lange Strecke mit einer Spurweite von 600 mm begann in Veles und verlief im Topolka-Tal und dann über eine Höhe hinweg nach Isvor im Babuna-Tal und von dort bis Stepanci (auch Stefanci oder Stevanci) etwas unterhalb des auf 1060 m ü. M. liegenden Babunapasses. Dort wurden die Transportgüter in zwei Seilbahnen oder auf Ochsenwagen umgeladen, um sie Richtung Prilep zu transportieren. Die Feldbahn sollte pro Tag 600 t transportieren wurde am 6. Juli 1917 fertiggestellt.

## Geschichte
Die militärische Feldbahn wurde von 1914 bis 1918 auf Befehl der deutschen Militäreisenbahndirektion 7 von deutschen Streitkräften und rumänischen Kriegsgefangenen gebaut. Aufgrund des schwierigen Geländes war eine aufwändige Trassenführung erforderlich.